# I Due Fratelli (scogli)
I Due Fratelli sono un gruppo di scogli situato nel comune di Vietri sul Mare, in provincia di Salerno, quasi al limite col comune di Salerno.

## Storia e Leggende
Gli scogli si trovano quasi di fronte alla Torre Crestarella, costruita sopra un gigantesco scoglio - probabilmente attaccato anticamente agli scogli Due Fratelli.
Esistono ben due leggende su questi faraglioni di Vietri sul Mare.

### Il Conte Umfredo dei Landolfi e il Principe Rajan
La prima leggenda ha le sue radici nel lontano 871-872 d.C. durante la sanguinosa guerra tra i salernitani, guidati dal Principe Guaiferio di Salerno, contro i pirati saraceni.
L’antica leggenda narra che un giorno apparve nel mare di Salerno una grande flotta di navi saracene che cinsero d’assedio la città. La guerra continuava da più di un anno, Salerno era alla fame, la popolazione sopportava fame e privazioni. Allora il Principe Guaiferio, non potendo più sopportare il triste spettacolo, riunì il Gran Consiglio e propose di risolvere il conflitto con un duello tra il più forte dei Saraceni e il più forte dei cavalieri Salernitani. Lungo le strade della città l’araldo annunciò la sfida tra il prode Umfredo, Conte dei Landolfi, e il Principe Rajan, figlio di Helino, che comandava l’esercito degli aggressori. Il giorno prestabilito si affrontarono i due giovani campioni, lancia in resta, mentre la popolazione assisteva trepidante da sopra le mura della antica Salerno, incoraggiando il proprio paladino. 
Il duello avrebbe segnato il destino della città e tutti avevano il fiato sospeso. Rajan ad un certo punto scappò sotto i colpi e i fendenti di Umfredo. Questi lo inseguì e il duello si protrasse in quel di Vietri. Lo scontro continuò feroce e al calare del sole, i due si trovarono stremati e sanguinanti in fin di vita. Le vesti strappate rivelarono tatuato sul petto di entrambi lo stesso stemma di famiglia. Rajan, il principe saraceno mezzo dissanguato disse – “Cosa vedo sul tuo petto , o cristiano? Lo stemma dei miei avi. Guarda bene, Umfredo, è lo stesso stemma che porto io!”. Umfredo protestò incredulo con un filo di voce, allorché Rajan gli rivelò – “Ma si, mio padre Helino per tutta la vita ha cercato un figlio che gli era stato rapito dai pirati. È successo tanti anni fa e lo ha cercato per tutto il mondo! Ora io ti ho ritrovato. Tu sei mio fratello e io ti ho ucciso!” E Umfredo – “Ti perdono! E perdonami anche tu! Che destino crudele, due fratelli, ci siamo uccisi l’un l’altro.”
I due morirono col desiderio di abbracciarsi anche solo per un momento, poi scivolarono nel mare tempestoso, e come narra la leggenda, si tramutarono nei due scogli che ancora adesso vengono chiamati “i due fratelli”.

### La leggenda dei fratelli pastori e la ninfa Roda

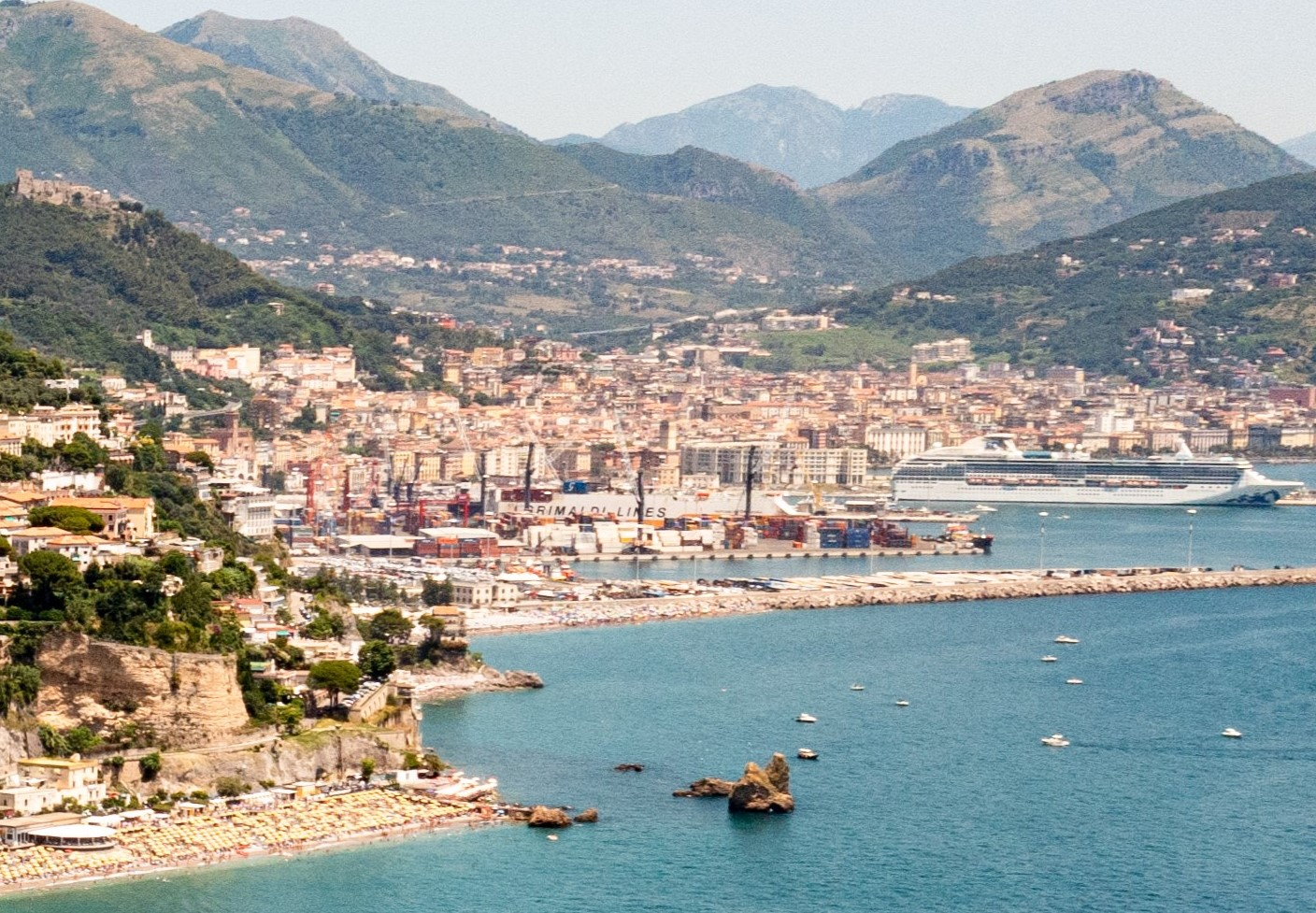
Vista dei "Due Fratelli" con alle spalle il porto di Salerno

Altra leggenda molto diffusa a Salerno sull'origine del nome, narra di due giovani pastori che, spintosi con il loro gregge fin sulla spiaggia di Vietri, rimasero incantati dalla bellezza di una misteriosa fanciulla che dormiva in mezzo al mare. 
Allo scatenarsi improvviso di una tempesta, la fanciulla correva il rischio di morire affogata. Allora i due giovani in pena per lei si buttarono in acqua nel tentativo di tirarla in salvo, ma senza successo e annegando inevitabilmente in quelle acque agitate. 
Il gregge, fedele ai suoi pastori, seguì i due giovani nel mare tempestoso e tutti gli animali fecero anche loro una tragica fine annegandovi. 
La fanciulla si salvò perché altri non era se non la ninfa marina Roda, figlia di Poseidone, dio del mare. 
Poseidone, ammirato il coraggio e la generosità del gesto dei due giovani, decise di trasformare i resti dei due pastori nei due scogli oggi noti come i “Due Fratelli” e quelli delle pecore del loro gregge in piccoli scogli che li circondano nel mare.

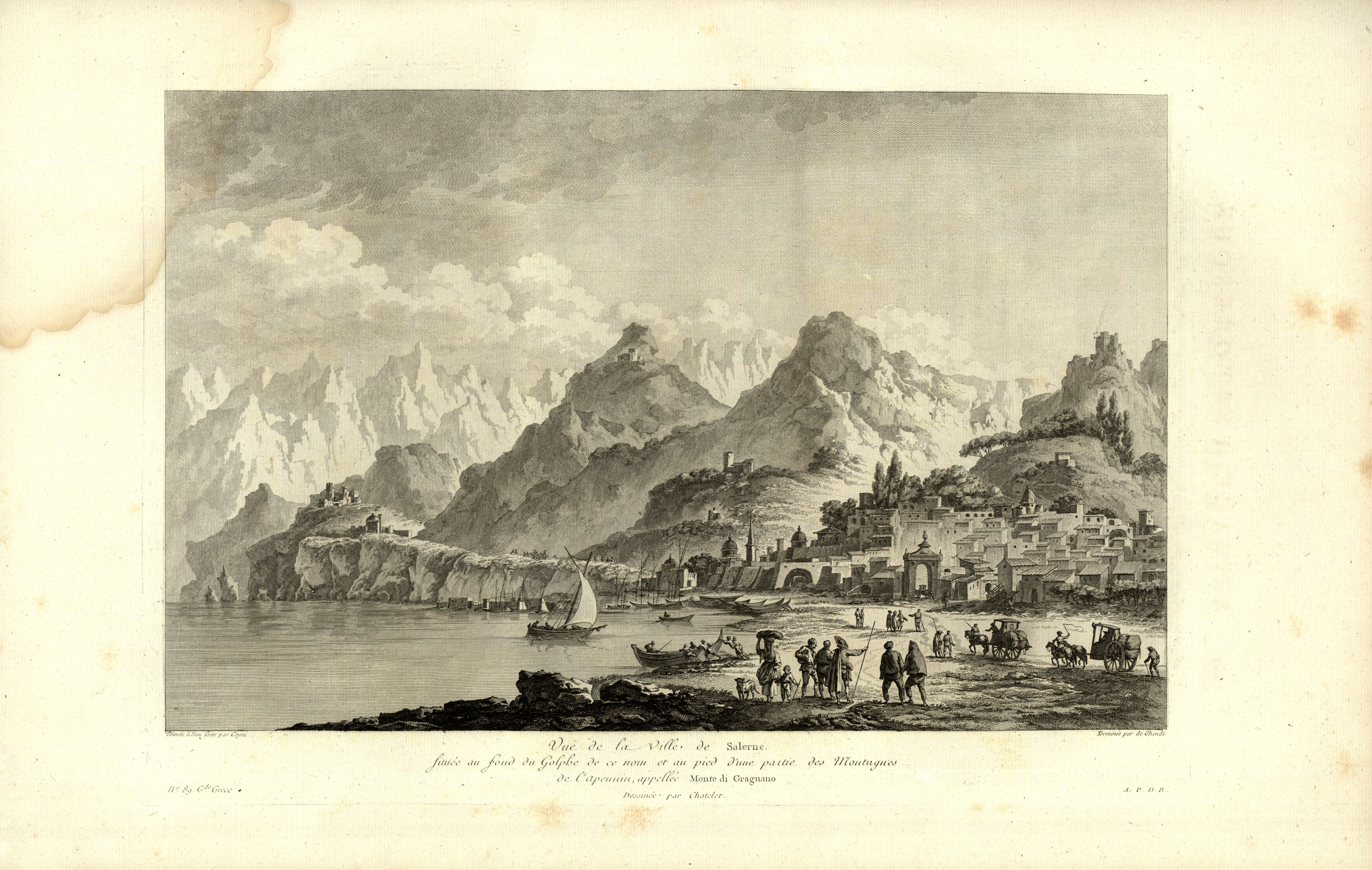
Gli scogli nel 1783

Questa leggenda, tramandata fin dal Medioevo prima del secolo X, viene considerata da accademici e studiosi () come la conferma -dato che vi sono solo un paio di piccoli scogli intorno ai Due Fratelli- del fatto che vi erano anticamente molti altri piccoli scogli ora scomparsi e che i due scogli erano molto maggiori in dimensione  (secondo quanto si può notare vedendo l'immagine del 1783 accanto).